# Groupe La France insoumise (Assemblée nationale)
Le groupe La France insoumise - Nouvelle Union populaire écologique et sociale. Fra 2017 var gruppens navn: Groupe La France insoumise (dansk: Gruppen det oprørske Frankrig) er en venstreorienteret gruppe i den franske Nationalforsamling. Gruppen blev dannet efter valget i 2017, og dets første leder var Jean-Luc Mélenchon, der har været præsidentkandidat for La France insoumise.

## Gruppens sammensætning i 2017
Gruppen det oprørske Frankrig havde i begyndelsen 17 medlemmer.
De to af parlamentsmedlemmerne var uafhængige (én fra Pikardiet og én fra Réunion).
De øvrige 15 parlamentsmedlemmerne var tilknyttede partiet La France insoumise. Elve af disse er dog også medlemmer af andre partier.
Otte af gruppens medlemmer kom fra Venstrepartiet. To kommer fra partiet Sammen (E !), mens en var kommunist.

## Gruppens sammensætning i 2022
Ved valget i 2022 deltog partiet La France insoumise i valgalliancen NUPES.
Efter valget fik 'Gruppen det oprørske Frankrig' 75 medlemmer, heraf havde Venstrepartiet (PG) 21 medlemmer, mens partiet Sammen ! (E !) havde et medlem. 
De sidste 4 medlemmer var fordelt mellem små partier (én fra Pikardiet (Sommes 1. kreds), én fra 12. kreds i Seine-Saint-Denis, én fra Martinique og én fra Réunion). 